# 石潭村 (广州市)
石潭村是中华人民共和国广东省广州市从化区街口街道所辖的一个行政村。位于神岗圩北面约7千米。1958年人民公社化并入西湖大队。1983年12月并入大凹乡，1987年1月分出改称村。辖2条自然村（石潭旧村、石潭新村）。1998年时，全村共有138户，人口726人。